# D810 (Pyrénées-Atlantiques)
De D810 is een departementale weg in het Zuid-Franse departement Pyrénées-Atlantiques. De weg loopt van de grens met Landes via Bayonne, Biarritz en Hendaye naar de grens met Spanje. In Spanje loopt de weg als N-121a verder naar Pamplona en als GI-636 verder naar San Sebastian.

## Geschiedenis
Oorspronkelijk was de D810 onderdeel van de N10. In 2006 werd de weg overgedragen aan het departement Pyrénées-Atlantiques, omdat de weg geen belang meer had voor het doorgaande verkeer vanwege de parallelle autosnelweg A63. De weg is toen omgenummerd tot D810.